# جون موراي (ممثل)
جون موراي (بالإنجليزية: John Murray)‏ هو كاتب سيناريو وممثل أمريكي، ولد في 22 يونيو 1958 في الولايات المتحدة.

## وصلات خارجية
- جون موراي على موقع IMDb (الإنجليزية)
- جون موراي على موقع قاعدة بيانات الفيلم (الإنجليزية)